# Hermann Ritzau (Maler)
Hermann Ritzau (* 14. März 1866 in Wolsdorf; † 26. November 1922 in Helmstedt) war ein deutscher Landschaftsmaler der Düsseldorfer Schule.

## Leben
Ritzau wuchs am Tekenberg auf und studierte Malerei an der Großherzoglich-Sächsische Kunstschule Weimar und an der Kunstakademie Düsseldorf. Die Weimarer Akademie besuchte er von 1883 bis 1884, die Düsseldorfer von 1884 bis 1893. In Düsseldorf war der Landschaftsmaler Eugen Dücker sein Lehrer. Später unterrichtete er als Zeichenlehrer am Gymnasium Julianum in Helmstedt. Als Landschaftsmaler bereiste er den Harz, die Lüneburger Heide sowie die Insel Rügen.